# À l'état sauvage
À l'état sauvage est une émission de télévision française diffusée sur M6 entre le 28 juin 2016 et le 8 janvier 2018, et présentée par Mike Horn.
Il s'agit de l'adaptation française de l'émission américaine Running Wild with Bear Grylls présentée par Bear Grylls et diffusée sur NBC depuis le 28 juillet 2014.

## Principe
Pendant quatre jours, une personnalité suit Mike Horn et se confronte à l'aventure et à un nouveau mode de vie, entre marche en plein désert, nuit à la belle étoile, présence d'animaux sauvages... ils vont devoir chasser, pêcher, construire des abris de fortune pour pallier l'absence de toute vie humaine[réf. nécessaire].

## Émissions
| Épisode | Date           | Célébrité             | Région            | Pays      |
| ------- | -------------- | --------------------- | ----------------- | --------- |
| 1       | 28 juin 2016   | Michaël Youn          | Kaokoland         | Namibie   |
| 2       | 6 février 2017 | M. Pokora             | Sri Lanka         | Sri Lanka |
| 3       | 3 avril 2017   | Laure Manaudou        | Zambèze           | Botswana  |
| 4       | 12 juin 2017   | Christophe Dechavanne | Amazonie          | Venezuela |
| 5       | 9 octobre 2017 | Shy'm                 | Kagbeni           | Népal     |
| 6       | 8 janvier 2018 | Adriana Karembeu      | Vallée de Langjum | Népal     |

En novembre 2017, Mike Horn annonce officiellement qu'il arrête l'émission, après 6 épisodes,. 

## Audiences
| Épisode | Jour et horaire de diffusion         | Téléspectateurs | Parts de marché (sur les 4 ans et plus) | Référence |
| ------- | ------------------------------------ | --------------- | --------------------------------------- | --------- |
| 1       | Mardi 28 juin 2016 (20:55 - 23:15)   | 3 390 000       | 16,3 %                                  | [ 3 ]     |
| 2       | Lundi 6 février 2017 (20:55 - 23:00) | 3 700 000       | 16,5 %                                  | [ 4 ]     |
| 3       | Lundi 3 avril 2017 (20:55 - 23:15)   | 3 210 000       | 14,2 %                                  | [ 5 ]     |
| 4       | Lundi 12 juin 2017 (20:55 - 23:15)   | 3 230 000       | 14,7 %                                  | [ 6 ]     |
| 5       | Lundi 9 octobre 2017 (20:55 - 23:15) | 2 400 000       | 11,1 %                                  | [ 7 ]     |
| 6       | Lundi 8 janvier 2018 (21:00 - 23:05) | 2 260 000       | 9,6 %                                   | [ 8 ]     |

Légende :
- Plus hauts scores d'audiences
- Plus bas scores d'audiences